# Tróitskoie (Calmúquia)
|  | Per a altres significats, vegeu «Tróitskoie». |

Tróitskoie (en rus: Троицкое) és un poble de Calmúquia, a Rússia, segons el cens del 2021 tenia 12.915 habitants.